# Plaquemine
Plaquemine es una ciudad ubicada en la parroquia de Iberville en el estado estadounidense de Luisiana. En el Censo de 2010 tenía una población de 7119 habitantes y una densidad poblacional de 914,39 personas por km².

## Geografía
Plaquemine se encuentra ubicada en las coordenadas 30°16′59″N 91°14′38″O / 30.28306, -91.24389. Según la Oficina del Censo de los Estados Unidos, Plaquemine tiene una superficie total de 7.79 km², de la cual 7.57 km² corresponden a tierra firme y (2.76%) 0.21 km² es agua.

## Demografía
Según el censo de 2010, había 7119 personas residiendo en Plaquemine. La densidad de población era de 914,39 hab./km². De los 7119 habitantes, Plaquemine estaba compuesto por el 46.66% blancos, el 51.03% eran afroamericanos, el 0.2% eran amerindios, el 0.38% eran asiáticos, el 0.01% eran isleños del Pacífico, el 0.98% eran de otras razas y el 0.73% pertenecían a dos o más razas. Del total de la población el 2.4% eran hispanos o latinos de cualquier raza.